# Aki (personaggio)
Aki è un personaggio di Agente 007 - Si vive solo due volte film del 1967 della serie di James Bond, interpretato da Akiko Wakabayashi. È una giovane agente segreta che lavora per i servizi segreti giapponesi, è un'alleata di Bond.

## Personaggio
Aki non compare nel romanzo di Ian Fleming uscito nel 1964, ma viene creata appositamente per l'adattamento cinematografico. Nella sceneggiatura originale di Roald Dahl si chiamava Suki. Il ruolo doveva essere interpretato da Mie Hama ma, in seguito ai problemi dell'attrice dovuti all'apprendimento della lingua inglese, venne chiamata Akiko Wakabayashi inizialmente assegnata al ruolo di Kissy Suzuki. Invertiti così i ruoli, Wakabayashi convinse il regista Lewis Gilbert a cambiare il nome del personaggio da Suki ad Aki. Per la scena della morte, lo sceneggiatore Roald Dahl si ispirò ad una scena simile che si ritrova nella serie di film ninja Shinobi no mono.

## Film
Se si esclude la grande esperienza che la qualifica come uno dei più validi agenti del servizio segreto giapponese, di Aki non sono fornite informazioni riguardanti la vita privata e familiare. Compare per la prima volta in occasione di un incontro di sumo sedendosi vicino a Bond, il quale metterà alla prova la sua vera identità per mezzo della frase segreta: “Io ti amo”. Così Aki, guidando una Toyota 2000GT, conduce Bond all'incontro con Henderson dove quest'ultimo rimane improvvisamente ucciso. Bond riesce a bloccare uno degli assassini, a neutralizzarlo e a impossessarsi dei suoi abiti. Sotto falsa identità raggiunge l'azienda di prodotti chimici del potente Mr. Osato, ma qui viene scoperto dai tirapiedi del nemico ed è costretto a fuggire. Aki prontamente interviene e lo salva, conducendolo in seguito da Tigre Tanaka, capo dei servizi segreti giapponesi.
È qui che Aki si presenta a Bond in bikini invitandolo a passare la notte con lei con la famosa frase: “Credo che mi piacerà moltissimo essere al tuo servizio”. 
La mattina seguente Bond si reca ad un incontro con Mr. Osato, uomo al servizio di Ernst Stavro Blofeld. Dopo l'appuntamento Bond viene fatto inseguire per essere ucciso, ma Aki interviene prontamente. Inizia così un inseguimento durante il quale la Bond girl dimostrerà le sue abilità di pilota; un inseguimento che terminerà con l'arrivo di un elicottero dei servizi segreti giapponesi che, per mezzo di un enorme magnete, aggancerà la macchina dei cattivi e la getterà in mare. I due si dirigono dunque a sorvegliare alcune operazioni sospette che sono in atto da parte di Mr. Osato; sfortunatamente vengono scoperti e Bond ordina ad Aki – che in prima intenzione rifiuta e poi accetta – di andarsene e di riferire a Tanaka le informazioni ottenute.
A questo punto Aki esce dalla vicenda per ricomparire dopo che Bond viene catturato e quasi ucciso da Helga Brandt. 
L'incontro avviene al quartier generale di Tanaka proprio mentre Bond preparava l'attacco alla base segreta della SPECTRE. Il piano prevede l'apprendimento da parte dell'agente segreto delle tecniche di combattimento ninja e un successivo matrimonio con una donna giapponese. Aki dimostrerà il suo disappunto nel non poter assumere questo ruolo.
Successivamente, un assassino entra nella camera in cui Bond e Aki dormono insieme; fa calare dal soffitto un filo lungo il quale fa scorrere alcune gocce di un veleno micidiale. Proprio all'ultimo momento, involontariamente, Bond si sposta e il filo avvelenato cade direttamente sulle labbra di Aki. Un grande dolore la coglie improvvisamente nel sonno e il respiro le viene meno. Bond, accortosi della cosa, si sveglia ma è troppo tardi e Aki muore nel tentativo di pronunciare le ultime parole.

## Caratteristiche
Aki è un agente segreto esperto che dimostra ottime qualità di pilota. Guida una Toyota 2000GT equipaggiata delle tecnologie più all'avanguardia. Nel corso del film Aki si mostra di frequente con abiti e acconciature tipici della tradizione giapponese, ma quando la missione lo richiede indossa anche pratici vestiti occidentali. Nonostante appaia una ragazza gentile, dalle buone maniere sa essere determinata e corraggiosa nel suo ruolo, sono infatti molteplici le volte in cui salverà Bond da situazioni ad alto rischio. Si dimostrerà sempre molto fedele verso 007, con il quale trascorrerà almeno due notti d'amore.
UGO Networks riporta giudizi contrastanti sulla figura di Aki. Da un lato è considerata seducente nel suo ruolo ma incapace di creare una convincente alchimia con James Bond, dall'altro - sempre da UGO Networks è considerata il "sexy angelo custode dell'agente segreto". Spesso venne inserita nelle prime posizioni delle classifiche delle migliori Bond girl.